# Wesentlich surjektiver Funktor
Ein wesentlich surjektiver Funktor ist ein Begriff aus dem mathematischen Teilgebiet der Kategorientheorie. 

## Definition
Ein Funktor {\displaystyle F\colon {\mathcal {C}}\to {\mathcal {D}}} zwischen zwei Kategorien {\displaystyle {\mathcal {C}}} und {\displaystyle {\mathcal {D}}} heißt wesentlich surjektiv (oder dicht), falls zu jedem Objekt {\displaystyle D} in {\displaystyle {\mathcal {D}}} ein Objekt {\displaystyle C} in {\displaystyle {\mathcal {C}}} existiert, so dass {\displaystyle F(C)} isomorph ist zu {\displaystyle D}.

## Beispiele
- Jede Äquivalenz von Kategorien liefert einen wesentlich surjektiven Funktor, denn ein Funktor ist genau dann eine Äquivalenz, wenn er volltreu und wesentlich surjektiv ist.[2]
- Umgekehrt lässt sich die wesentliche Surjektivität auch durch Äquivalenz charakterisieren: Ein Funktor {\displaystyle F\colon {\mathcal {C}}\to {\mathcal {D}}} ist genau dann wesentlich surjektiv, wenn die vom Bild der Objekte in {\displaystyle {\mathcal {C}}} erzeugte volle Unterkategorie von {\displaystyle {\mathcal {D}}} äquivalent zu{\displaystyle {\mathcal {D}}} ist.
- Ist {\displaystyle K} ein Körper, {\displaystyle {\mathcal {C}}} die Kategorie der Vektorräume {\displaystyle K^{n}} (im Sinne der {\displaystyle n}-fachen direkten Summe), {\displaystyle n} Kardinalzahl, und {\displaystyle {\mathcal {D}}} die Kategorie aller {\displaystyle K}-Vektorräume, so ist die Einbettung {\displaystyle {\mathcal {C}}\to {\mathcal {D}}} wesentlich surjektiv, denn nach Ergebnissen der linearen Algebra ist jeder {\displaystyle K}-Vektorraum isomorph zu einem {\displaystyle K^{n}}.
- Ist {\displaystyle K} der Körper der reellen oder der komplexen Zahlen, {\displaystyle {\mathcal {D}}} die Kategorie der Hilberträume über {\displaystyle K} mit den isometrischen Isomorphismen und {\displaystyle {\mathcal {C}}} die Kategorie der Mengen mit den bijektiven Abbildungen, so ist nach dem Satz von Fischer-Riesz der Funktor {\displaystyle \ell ^{2}\colon {\mathcal {C}}\to {\mathcal {D}}} wesentlich surjektiv.